# 津浦大塘公园
32°56′36″N 117°21′47″E / 32.9434651°N 117.3631722°E
津浦大塘公园是一座位于中华人民共和国安徽省蚌埠市市中心、蚌埠第六中学对面的公园。
该公园的建成与津浦铁路有关，主体为一个人工湖，故名津浦大塘公园。公园此前还使用过大塘公园、珠园作为名称。

## 历史
1909年至1917年期间，为修建津浦铁路需要的路基材料，挖坑取土，形成了一个人工湖。1957年12月，蚌埠市人民政府成立“全市人民义务劳动指挥部”，组织全市军民治理，并拆迁49户居民。同月6日，市委书记王宇、市长杜宏本、副市长（兼义务劳动指挥部总指挥）赵群超等人率领2000人进行劳动，并于1958年春完成土方任务。同年将津浦大塘建设成公园，1958年8月1日完工正式开放，即大塘公园。1999年，公园经过重新规划建造后更名为珠园。2016年7月，公园翻修工程正式开始。2016年11月30日，公园更名为津浦大塘公园。
2016年12月6日，经过翻修的公园重新开放，并提供免费的无线网络。
2019年6月29日，公园有一名女性在人工湖中溺水身亡。2019年12月11日，公园南门入口处的麻将摊位被津浦大塘公园管理处、青年派出所和蚌山区城市管理行政执法局强制取消。